# Condado de Leflore
O Condado de Leflore é um dos 82 condados do estado norte-americano do Mississippi. A sua sede de condado é Greenwood, que é também a sua maior cidade.
O condado tem uma área de 1570 km² (dos quais 36 km² estão cobertos por água), uma população de 32 317 habitantes, e uma densidade populacional de 21,1 hab/km² (segundo o censo nacional de 2010). O condado foi fundado em 1871 e o seu nome é uma homenagem a Greenwood LeFlore (ou Greenwood Le Fleur) (1800–1865), líder da tribo ameríndia dos Choctaw, uma das chamadas cinco tribos civilizadas, que também foi eleito como legislador do estado e senador no Mississippi.